# Conselleria de Cultura de la Xunta de Galícia

La Conselleria de Cultura i Turisme fou una conselleria de la Xunta de Galicia amb competències en la gestió i promoció de la cultura i del turisme, així com de la protecció del patrimoni. També s'encarregà durant algun temps del foment de l'esport. El seu últim titular fou Roberto Varela, quan en 2012 fou fusionada amb la conselleria d'Educació.

## Història
La conselleria de Cultur va viure al llarg de dos anys diverses modificacions, tant en competències com en denominacions. Els principals elements de variació foren el turisme (una àrea que també corresponia a la conselleria d'Indústria i l'esport (que a vegades corresponia a altres conselleries, com la Família i altres vegades depenia directament del president de la Xunta amb rang de secretaria general. El primer conseller fou Xosé Filgueira Valverde, en qualitat d'assessor especial del president Xerardo Fernández Albor. Posteriorment es consolidà com una de les conselleries fonamentals. Endemés, durant el període d'un any al final de l'era Albor, s'associà amb Benestar social.
Entre 1983 i 1986 fou integrada l'estructura de la conselleria d'Educació, fusió que es tornaria a repetir a partir de 2012.

## Consellers
1. Xosé Filgueira Valverde (1982–1983). Com a conseller adjunt al president en matèria cultural.[1] A partir de finals de 1982 es fixà com a conseller per a la Cultura.[2]
2. Alejandrino Fernández Barreiro (1986–1987). Com a conseller de Cultura i Benestar Social: .
3. Alfredo Conde Cid (1987–1990). Com a conseller de Cultura i Esports.
4. Daniel Barata Quintas (1990–1993). Com a conseller de Cultura i Joventud.
5. Víctor Manuel Vázquez Portomeñe (1993–1996). Com a conseller de Cultura.
6. Xesús Pérez Varela (1996–2005). Com a conselleiro de Cultura i Comunicació Social. A partir de 1997 com a conseller de Cultura, Comunicació Social i Turisme.
7. Ánxela Bugallo (2005–2009). Com a consellera de Cultura i Esport.
8. Roberto Varela (2009–2012). Com a conseller de Cultura i Turisme.